# Simatic S7-400
Simatic S7-400 — серия программируемых логических контроллеров для построения распределенных систем автоматизации средней и высокой степени сложности Simatic компании Siemens.

## Обзор
Основные особенности контроллера:

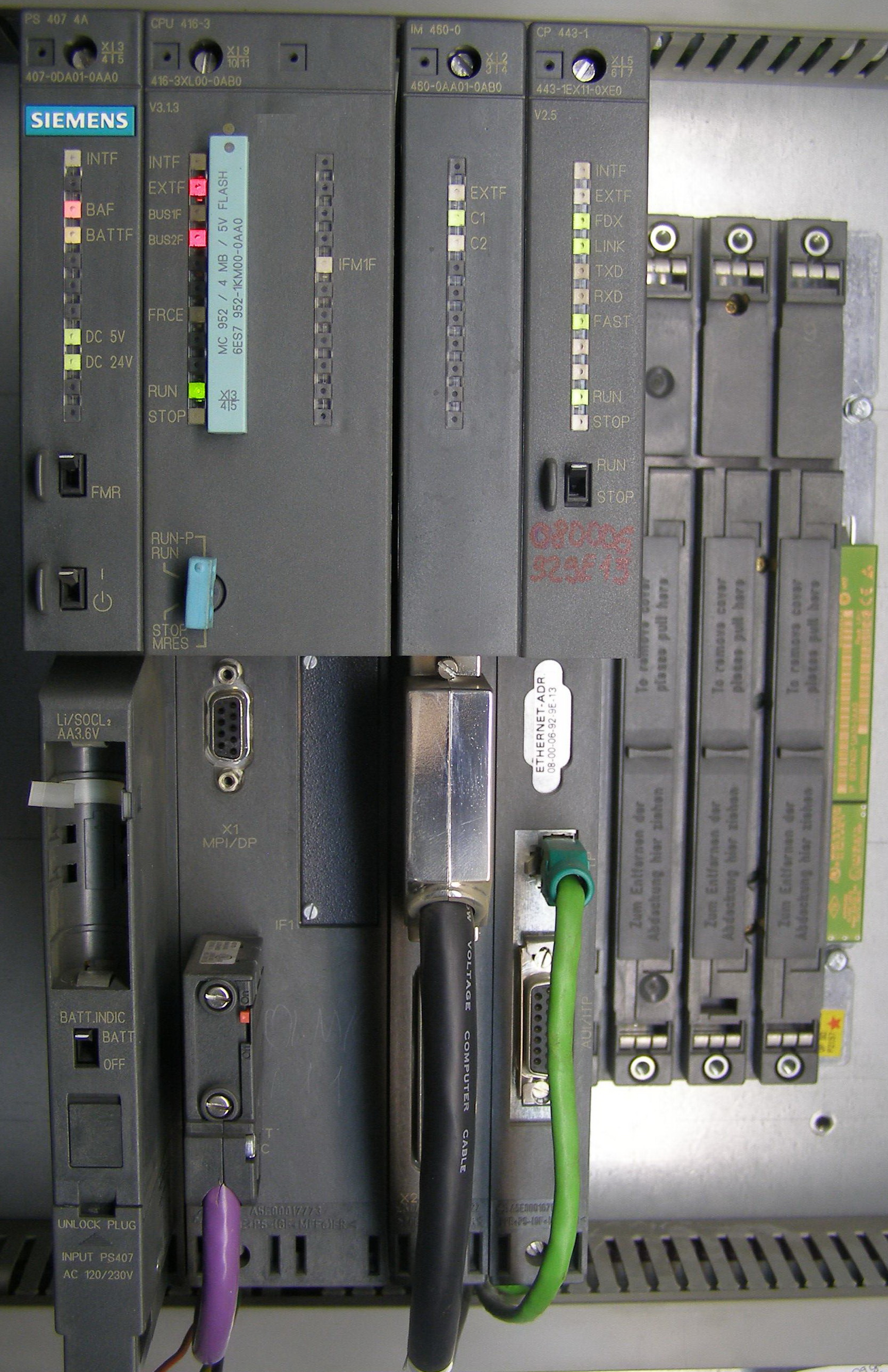
На универсальной монтажной стойке (6ES7400-1JA01-0AA0) слева направо:
- Блок питания PS407 4A
- центральный процессор CPU 416-3
- интерфейсный модуль, передатчик IM 460-0
- коммуникационный процессор CP 443-1

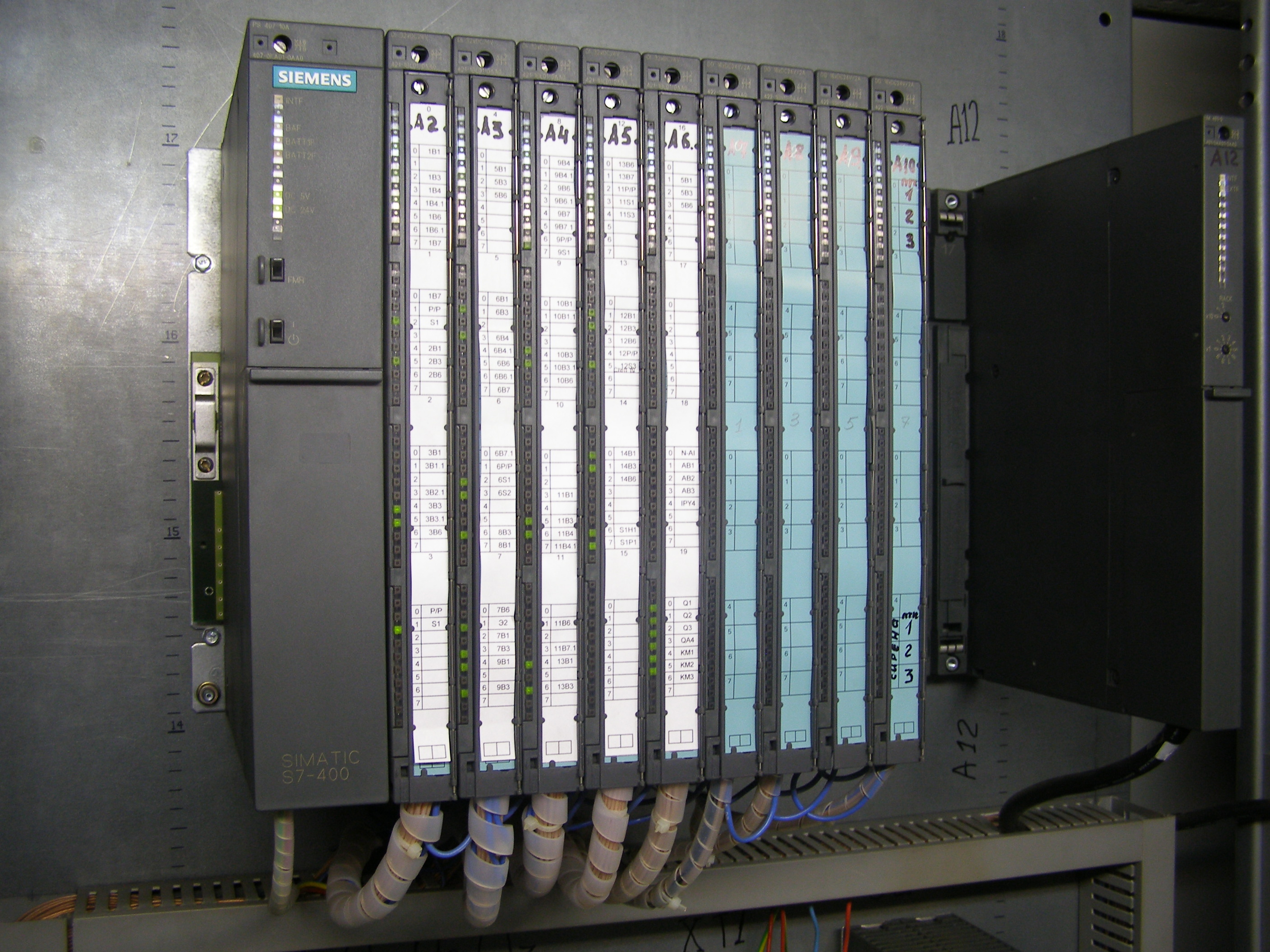
В корзине, слева направо: блок питания, модули цифровых входов, модули цифровых выходов, коммуникационный процессор.

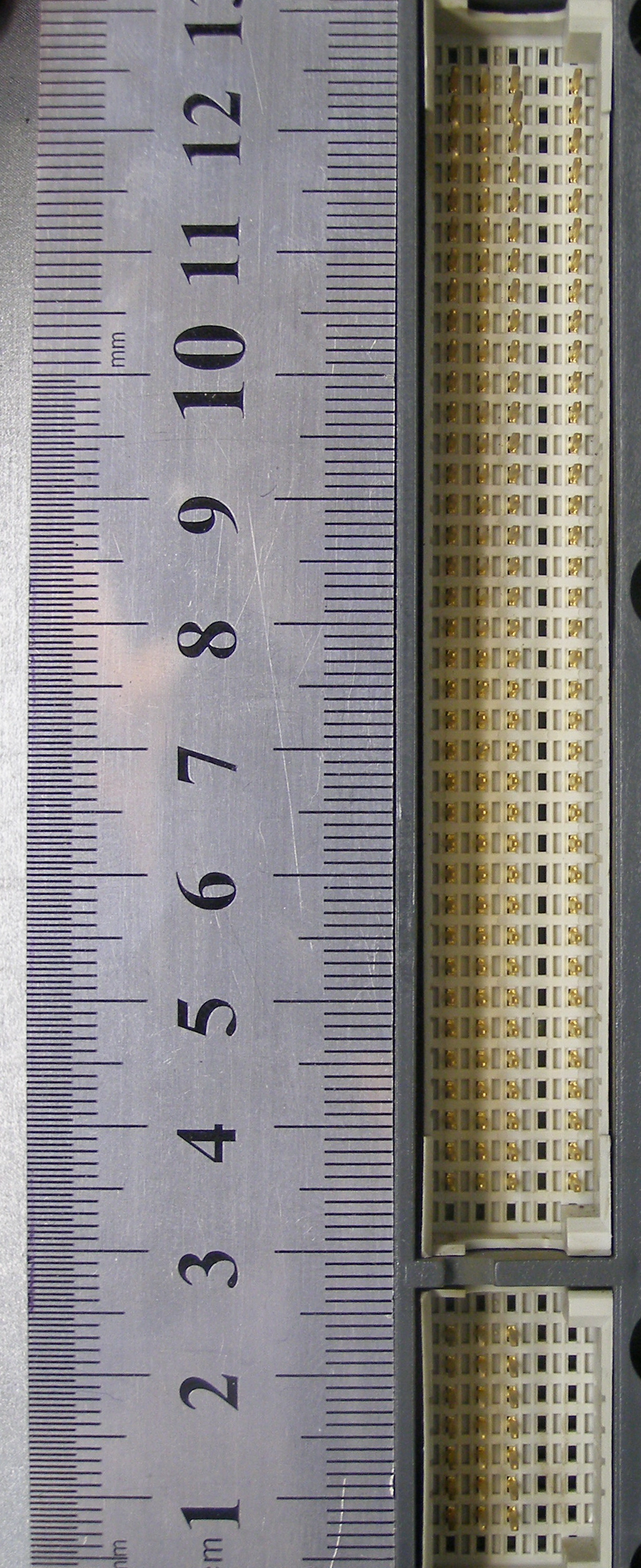
Модуль подключается к корзине при помощи унифицированного присоединителя. Фото разъёма шины.

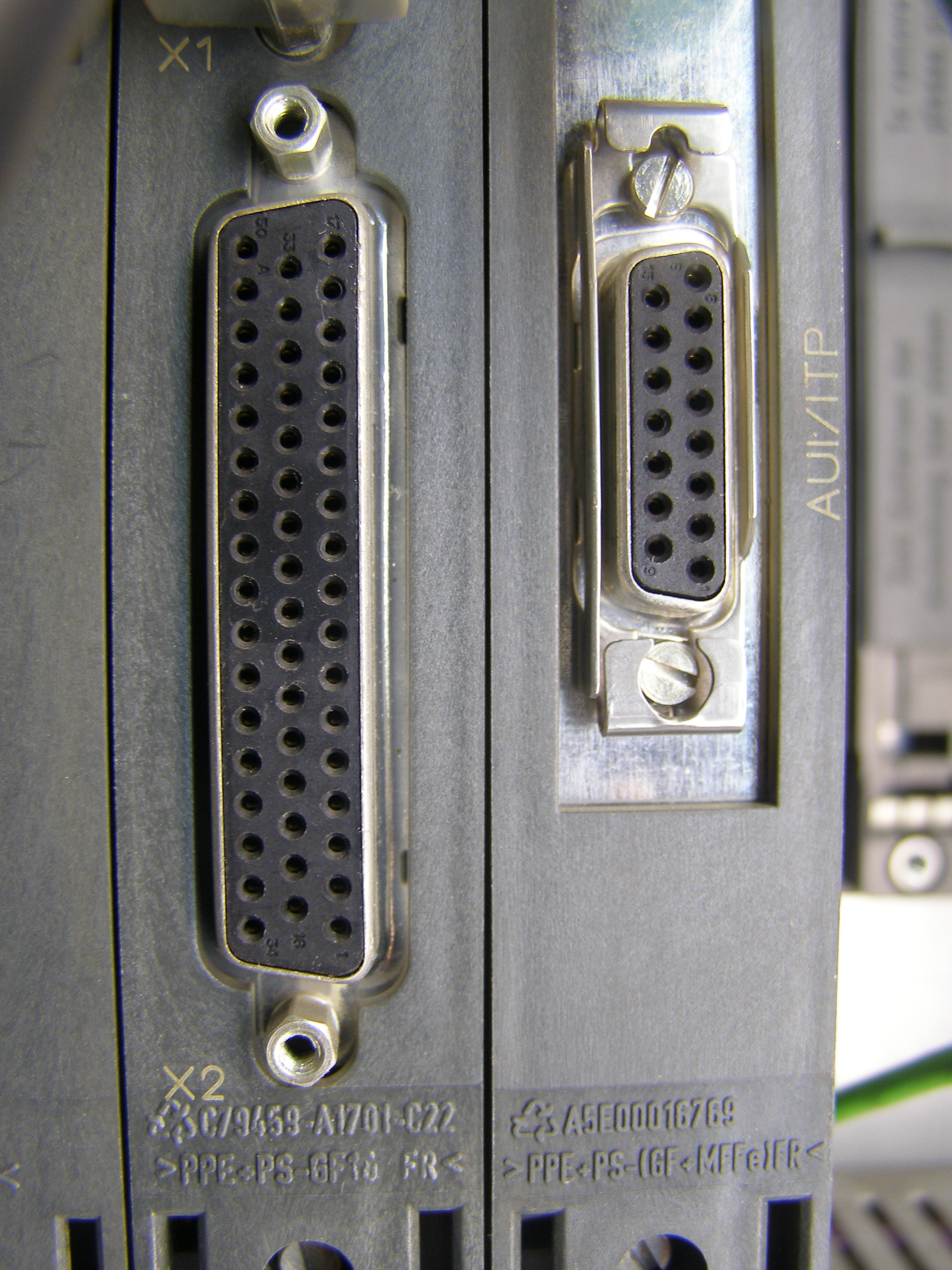
Внешние разъёмы интерфейсов модулей S7-400.

- модульная конструкция, монтаж модулей на профильной шине (рельсе);
- естественное охлаждение;
- применение локального и распределенного ввода-вывода;
- возможности коммуникаций по сетям MPI, Profibus, Industrial Ethernet / Profinet, AS-Interface, BACnet, Modbus TCP;
- поддержка на уровне операционной системы функций, обеспечивающих работу в реальном времени;
- поддержка на уровне операционной системы аппаратных прерываний;
- поддержка на уровне операционной системы обработки аппаратных и программных ошибок;
- Свободное наращивание возможностей при модернизации системы;
- Возможность использования распределенных структур ввода-вывода и простое включение в различные типы промышленных сетей.

## Область применения
Основными областями применения систем управления на базе Simatic S7-400 являются непрерывные технологические процессы:
- машиностроение, в частности автомобильная промышленность
- складское хозяйство
- сталелитейное производство
- цветная металлургия
- технологические установки
- системы автоматизации зданий
- целлюлозно-бумажная промышленность и полиграфия
- деревообработка
- пищевая и лёгкая промышленность
- Химия и нефтехимия
- электроэнергетика

## Типы модулей
Основные типы применяемых модулей:
PS — блоки питания, служащие для преобразования переменного напряжения 120/230 В или постоянного тока напряжением 24/48/60/110 В в необходимые для питания станции напряжения.
CPU — центральные процессоры — модули, отличающиеся от функциональных или интерфейсных большей производительностью, большим объёмом памяти, наличием встроенных входов-выходов и специальных функций, встроенными коммуникационными интерфейсами.
SM — сигнальные модули, предназначены для ввода и вывода дискретных и аналоговых сигналов.
CP — коммуникационные процессоры, предназначены для включения в различные типы промышленных сетей.
FM — функциональные модули, решающие отдельные типовые задачи автоматизации, позволяют разгрузить центральный процессор. Функциональные модули снабжены встроенным микропроцессором и способны выполнять возложенные на них функции даже в случае остановки центрального процессора программируемого контроллера.
IM — интерфейсные модули, позволяют объединить несколько стоек, составляющих одну станцию.

## Модификации контроллеров
- Simatic S7-400 — программируемые контроллеры для построения систем управления средней и высокой степени сложности.
- Simatic S7-400H — программируемые контроллеры с резервированной структурой, обеспечивающие высокую надежность функционирования системы управления
- Simatic S7-400F/FH — программируемые контроллеры для построения систем противоаварийной защиты.

## Сертификаты
Simatic S7-400 отвечают требованиям национальных и международных стандартов и норм, включая :
- DIN;
- EN;
- IEC.
- Сертифицирован UL.
- Сертифицирован CSA.
- FM класс 1, раздел 2;
- группы A, B, C и D;
- температурная группа T4 (135 °C).

Имеет сертификат соответствия Госстандарта России №РОСС DE.АЯ46.В61141 от 14.03.2003 г. подтверждает соответствие программируемых контроллеров Simatic и их компонентов требованиям стандартов ГОСТ Р 50377-92 (стандарт в целом), ГОСТ 29125-91 (п.2.8), ГОСТ 26329-84 (п.п. 1.2; 1.3), ГОСТ Р 51318.22-99, ГОСТ 51318.24-99. Имеет метрологический сертификат Госстандарта России № 11992 от 4.04.2002 г. Имеет экспертное заключение о соответствии функциональных показателей интегрированной системы автоматизации Simatic S7 отраслевым требованиям и условиям эксплуатации энергопредприятий РАО «ЕЭС России».
Имеет морские сертификаты:
- American Bureau of Shipping;
- Bureau Veritas;
- Des Norske Veritas;
- Germanischer Lloyd;
- Lloyds Register of Shipping